# François Baucher

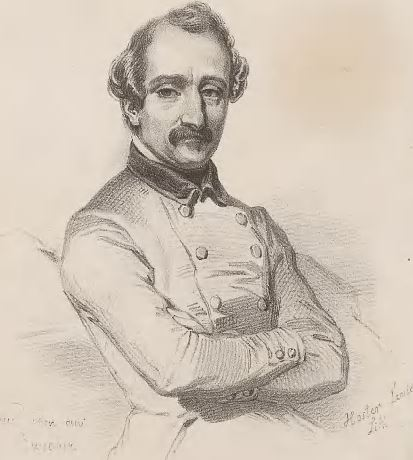
François Baucher

François Baucher, nacido el 16 de junio de 1796 en Versailles (Francia), y fallecido el 14 de marzo de 1873 en París (la capital francesa) cuando tenía 75 años, fue un destacado maestro francés de doma clásica del siglo XIX.

## Biografía
Nació en el seno de una familia modesta (su padre fue un comerciante en vinos). Partió años más tarde (a la edad de 14 años) a Italia, a la casa de su tío que dirigía en Milán los establos del príncipe Borghese, y allí tuvo como instructor al maestro Frederico Mazzuchelli, quien le enseñó lo que será la base de su conocimiento sobre equitación : « Anular toda voluntad en el caballo, remplazando la misma por la voluntad del jinete ».
De vuelta en Francia, se encargó de la caballería y de los establos del Duque de Berry hasta 1820, momento en el que tomó otras dos casas en Havre y en Rouen.
Fue montando un caballo pesado, cuando tuvo la intuición de « oponer una tensión a las riendas igual a la fuerza de resistencia que hacía el animal », y esperando que las contracciones parásitas de la nuca y del cuello del caballo cedieran.
En 1833 publicó su Dictionnaire d'Équitation, donde expuso las bases de su método. Esta obra ciertamente es una referencia a tener en cuenta, incluso hoy día.
En 1834 volvió a París a la casa de la calle Saint-Martin. Y fue allí donde comenzó la rivalidad con el vizconde de Aure, Antoine-Henri-Philippe-Léon d'Aure, quien cumplía funciones no lejos de allí en la casa de la calle Duphot :  « Je le dis hautement, le rassembler n'a jamais été compris ni défini avant moi ».
François Baucher aceptó competir en el Cirque des Champs Élysées, a condición de no hacer un espectáculo de este encuentro : « Je veux bien me faire voir pour 10 sous, mais seul, sans partager les bravos ».
Además de definir y presentar los aires de escuela y los cambios de pie (los que reivindica la paternidad al igual que Antoine d'Aure), François Baucher también presentó otras figuras algo más alejadas del arte ecuestre (caballo sentado a la mesa, etc.). En 1837 publicó su segunda obra, Le résumé complet des principes de la nouvelle méthode, seguida luego por Les passe-temps équestres (1840), Dialogue sur l'équitation (1841), y en 1842 por Méthode d'équitation basée sur de nouveaux principes. Esta última obra fue un suceso espectacular, con tres ediciones en menos de seis meses.
Hacia fines de 1830, el enfrentamiento era abierto entre baucheristas y auristas, pasando por un punto culminante llamado « affaire Géricault ». Este pura sangre pertenecía a Lord Seymour y había desequilibrado o desmontado a todos los jinetes que se habían atrevido a cabalgar con él. Al ver esta situación, su propietario anunció que ofrecía el caballo a quien pudiera circular alrededor del Bois de Boulogne imponiéndose siempre frente al animal reputado como inmontable. Después de que fracasara un alumno de Antoine d'Aure, fue un alumno de Baucher que aceptó el desafío, logrando ganar la apuesta (aunque gracias a que hizo circular a Géricault en medio de una decena de otros caballos, y no tanto por las calidades ecuestres de quien lo montaba). El caballo llegó entonces a las cuadras de Baucher, y un mes más tarde, en una prueba de doma clásica, François Baucher presentó Géricault y triunfó frente a todo París, logrando así despertar la admiración del Duque de Orléans, quien más tarde fue incluso su protector.
Pero Antoine d'Aure, calificado por Baucher como « un casse-cou (temerario) y un massacre (desastre) », fue a partir de 1847 jinete en jefe de la Casa de Saumur, distinción anhelada por Baucher aunque jamás concretada.
En 1855, Baucher fue víctima de un accidente, en el que fue aplastado por la caída de una araña, mientras trabajaba en suelo con un caballo. Ello le causó una discapacidad física, lo que lo impulsó a formular su « segunda manera », la que expuso a partir de la 12.ª edición de su Méthode (1864) : « Les forces instinctives ne seront plus annihilées mais réduites, voire harmonisées ». Fue precisamente en esta época que nació su fórmula : « Main sans jambes, jambes sans main ».
François Baucher murió el 14 de marzo de 1873 en París. Sus más célebres discípulos fueron el general Alexis L'Hotte (quien más tarde prohibió la aplicación del método de Baucher en la armada), y el general Faverot de Kerbrech.
Sus grandes preceptos se basaban en la búsqueda del estilo y de la simplicidad.

## Publicaciones
- 1837 : Le résumé complet des principes de la nouvelle méthode
- 1840 : Les passe-temps équestres[6]
- 1841 : Dialogue sur l'équitation[7]
- 1842 : Méthode d'équitation basée sur de nouveaux principes[8]
- 1843 : Dictionnaire Raisonné d'Équitation[9]